# Spanje op de Olympische Winterspelen 1976
Tijdens de Olympische Winterspelen van 1976, die in Innsbruck (Oostenrijk) werden gehouden, nam Spanje voor de negende keer deel.

## Deelnemers en resultaten

### Alpineskiën
| Olympiër                    | Discipline       | Resultaat | Prestatie                        |
| --------------------------- | ---------------- | --------- | -------------------------------- |
| Francisco Fernández Ochoa   | afdaling (m)     | 35e       | 1.51,91 (+6,18)                  |
| Francisco Fernández Ochoa   | reuzenslalom (m) | 24e       | 3.38,12 (+11,15) 1.48,65+1.49,47 |
| Francisco Fernández Ochoa   | slalom (m)       | 9e        | 2.08,35 (+5,06) 1.02,35+1.06,00  |
| Juan Manuel Fernández Ochoa | afdaling (m)     | 36e       | 1.52,40 (+6,67)                  |
| Juan Manuel Fernández Ochoa | reuzenslalom (m) | 16e       | 3.34,77 (+7,80) 1.48,06+1.46,71  |
| Juan Manuel Fernández Ochoa | slalom (m)       | dnf-1     | opgave run 1                     |
| Jorge García                | afdaling (m)     | 42e       | 1.53,55 (+7,82)                  |
| Jorge García                | slalom (m)       | dnf-1     | opgave run 1                     |
| Jaime Ros                   | afdaling (m)     | 41e       | 1.53,50 (+7,77)                  |
| Jaime Ros                   | reuzenslalom (m) | 36e       | 3.51,79 (+24,82) 1.55,25+1.56,54 |
| Jaime Ros                   | slalom (m)       | dnf-1     | opgave run 1                     |

Andorra · Argentinië · Australië · België · Bondsrepubliek Duitsland · Bulgarije · Canada · Chili · Duitse Democratische Republiek · Finland · Frankrijk · Griekenland · Groot-Brittannië · Hongarije · IJsland · Iran · Italië · Japan · Joegoslavië · Libanon · Liechtenstein · Nederland · Nieuw-Zeeland · Noorwegen · Oostenrijk · Polen · Roemenië · San Marino · Sovjet-Unie · Spanje · Taiwan · Tsjecho-Slowakije · Turkije · Verenigde Staten · Zuid-Korea · Zweden · Zwitserland